# Alexandre Czerniatyński
Alexandre "Alex" Czerniatyński (Charleroi, 28 de julho de 1960) é um ex-futebolista e treinador de futebol belga que atuava como atacante. Atualmente está sem clube.

## Carreira de jogador
Em 22 anos de carreira profissional (iniciada em 1977 no Sporting Charleroi), Czerniatyński obteve mais destaque entre 1981 e 1993, atuando por Anderlecht, Standard de Liège e Royal Antwerp, tendo vencido um Campeonato Belga e a Copa da UEFA de 1982–83 pelos Mauves e uma Copa da Bélgica pelos Reds. Atuou também por Mechelen, Germinal Ekeren (atual Beerschot, onde venceu outra Copa da Bélgica) e Royal Tilleur (atual RFC Liège), onde parou de jogar em 1999, aos 38 anos.

## Seleção Belga
Com origens polonesas, Czerniatyński estreou pela Seleção Belga em setembro de 1981, na vitória por 2 a 0 sobre a França, pelas eliminatórias da Copa de 1982, tendo marcado seu primeiro gol pelos Diables Rouges neste jogo. Na competição disputada na Espanha, atuou em 5 partidas e marcou seu único gol em Copas no empate por 1 a 1 com a Hungria.
Integrou ainda o elenco que participou da Eurocopa de 1984, mas não foi utilizado, e também não foi lembrado para a Copa de 1986, embora tivesse atuado em 4 jogos das eliminatórias (incluindo a repescagem contra os Países Baixos). O atacante ainda chegou a ficar 6 anos longe da seleção (perdendo as eliminatórias para a Eurocopa de 1988 e da Copa de 1990), voltando a defendê-la apenas em setembro de 1992, no jogo contra a Tchecoslováquia, pelas eliminatórias da Copa de 1994, última competição de seleções disputada por ele. Czerniatyński fez sua despedida internacional contra a Alemanha, que venceu por 3 a 2.

## Carreira de treinador
Após deixar os gramados, Czerniatyński voltou ao Standard de Liège para ser técnico das categorias de base, função que exerceria ainda no Mechelen antes de fazer sua estreia como treinador principal no mesmo clube, em 2002.
Comandou também Kampenhout, Union Saint-Gilloise, Beveren, Tournai, Olympic Charleroi, Sint-Niklaas, Seraing United, RFC Liège, KFC Duffel, Châtelet e Olympic Charleroi, seu primeiro clube como jogador. Entre 2013 e 2015, foi auxiliar-técnico do Waasland-Beveren.

## Títulos
Anderlecht
- Campeonato Belga: 1984–85
- Copa da UEFA: 1982–83
- Jules Pappaert Cup: 1983, 1985[3]

Royal Antwerp
- Copa da Bélgica: 1991–92

Germinal Ekeren
- Copa da Bélgica: 1996–97[5]

### Individuais
- Artilheiro da Taça dos Clubes Vencedores de Taças de 1992–93: 7 gols